# Kreditinstitut
Kreditinstitute (oder Geldinstitute, Finanzinstitute; englisch credit institution) sind Unternehmen, deren Betriebszweck darin besteht, gewerbsmäßig Bankgeschäfte und Finanzdienstleistungen zu betreiben.

## Allgemeines
Kreditinstitute sind die wesentlichen Marktteilnehmer auf den Finanzmärkten und gehören zum Dienstleistungssektor. Damit bilden sie den größten Teil des Bankensektors, der zusammen mit dem Versicherungswesen die Finanzwirtschaft ergibt. Dieser steht in einer Volkswirtschaft die Realwirtschaft gegenüber.

## Geschichte

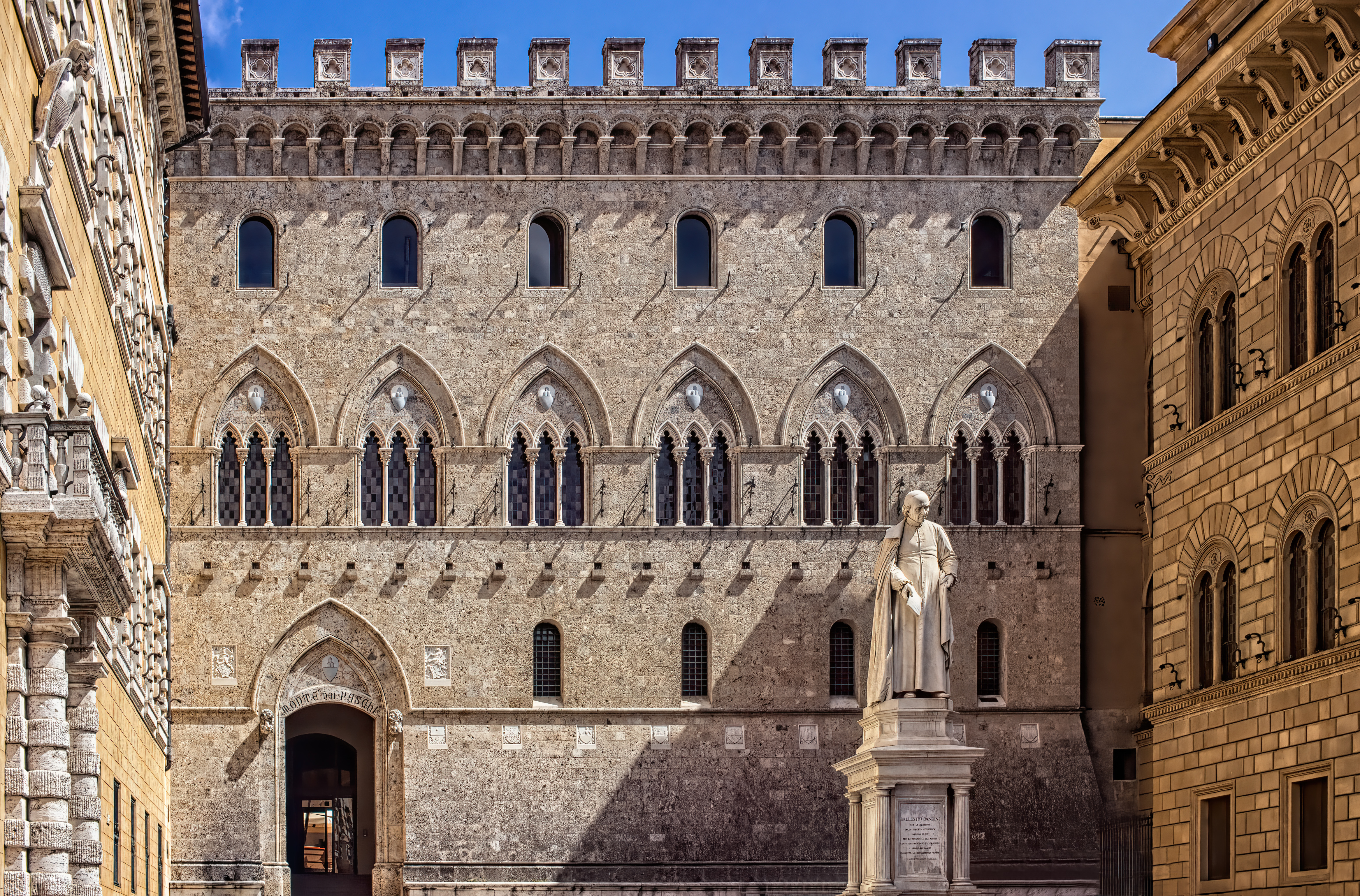
Älteste heutige Bank: Banca Monte dei Paschi di Siena

In der geschichtlichen Entwicklung haben Banken einen weiten Vorsprung gegenüber den Sparkassen und Kreditgenossenschaften. Die Ursprünge des Bankwesens wurzeln im Aufkommen von Geld als Zahlungsmittel, die von Geldwechslern in die jeweiligen regional gültigen Münzen umgetauscht wurden. Die Geschichte der Kreditinstitute bzw. Kredite lässt sich dabei bis zur Entstehung des Geldes zurückverfolgen, denn schon mit dem Naturalgeld bis 6000 v. Chr. kamen Leihgeschäfte zustande, beispielsweise mit Muscheln oder Steinen.
Diese Entwicklung resultierte aus der sogenannten Naturaltauschwirtschaft. Die frühesten Vorläufer des modernen Bankwesens soll es im Mesopotamien des zweiten Jahrhunderts v. Chr. gegeben haben. Im 7. Jahrhundert v. Chr. wurden die ersten Münzen in Form von Metallstücken aus Edelmetallen in Umlauf gebracht und ersetzten somit den Tauschhandel mit Naturalien. Diese Entwicklung fand etwa zeitgleich in Lydien und in Griechenland statt. Die Griechen betrieben zur damaligen Zeit bereits erste Geldwechsel- und Leihgeschäfte mit dem Münzgeld, beispielsweise in Form des Seedarlehens.
Das Münzwesen wurde von den Römern weiter vorangetrieben und ausgebaut. Dabei kam es zu einer ersten Finanzkrise durch die Aufstände der Germanen, welche die Existenz des Münzgeldes bedrohten. Danach waren für die Prägung der Münzen die jeweiligen Herrscher verantwortlich, so dass eine Zerstreuung der Münzrechte stattfand. Bereits im 8. Jahrhundert schränkte die erste Währungsunion von Pippin dem Jüngeren in Europa Betrüger und Falschmünzer in ihrem Handwerk ein, indem private Münzprägung verboten wurde, dies war nun Aufgabe des Staats. Sein Sohn Karl der Große veranlasste schließlich eine Vereinheitlichung der Währungen. Das erste Papiergeld wurde bereits im 10. Jahrhundert in China eingeführt, in Europa hingegen erst über fünf Jahrhunderte später. Nach anfänglicher Skepsis der Bevölkerung, besonders was den Wert von Scheinen aus Papier betraf, die Münzen aus (Edel-)Metallen gegenüberstanden, trugen diese Neuerungen in ihrer Gesamtheit dazu bei, dass die Leihgeschäfte weiter angekurbelt wurden. Zudem mussten die zahlreichen verschiedenen Währungen Europas im Mittelalter immer wieder umgerechnet werden, damit ein Handel zustande kam. Somit wurde der Grundstein für die Entstehung eines ersten Bankwesens gelegt. In Europa verbreiteten sich Bankgeschäfte ausgehend von den oberitalienischen Stadtstaaten, namentlich Florenz, im 14. Jahrhundert durch das mit Warenverkäufen zusammenhängende Kredit- und Wechselgeschäft. Die 1472 als Monte di Pietà in Siena gegründete Banca Monte dei Paschi di Siena ist die älteste noch existierende Bank der Welt.
Sparkassen bereicherten das Bankwesen verstärkt ab der ersten Hälfte des 19. Jahrhunderts, auch wenn es erste Sparkassen schon 1778 in Hamburg, 1786 in Oldenburg und 1796 in Kiel gab. Sie sind eine deutsche Erfindung und sollten ärmeren Bevölkerungsschichten die Möglichkeit bieten, eine dauerhafte, sichere und verzinsliche Rücklage zur Vorsorge bei Krankheit, für das Alter oder sonstige Wechselfälle im Leben anzusparen oder bereits angesammeltes Geld als Spareinlage einer möglichst sicheren Institution anzuvertrauen. Den öffentlich-rechtlichen Sparkassen waren daher strenge Auflagen bei der Anlage ihrer Mittel erteilt, um ihre jederzeitige Zahlungsbereitschaft abzusichern, woran sich auch die von Idealvereinen getragenen freien Sparkassen orientierten. Die Bankiers oder Privatbanken jener Zeit konzentrierten sich bei der Abwicklung der Geschäfte auf vermögende Einleger, Kaufleute, Unternehmen, die Kirche und die Bedürfnisse des Adels. Privatbankiers waren bis zum Anbruch der Industrialisierung die wichtigsten und einflussreichsten Träger des gesamten Kreditwesens. Der steigende Kapitalbedarf der Wirtschaft im beginnenden Industriezeitalter führte schließlich zur Gründung von Kapitalgesellschaften, die sich auf Bank- und Börsengeschäfte konzentrierten und als Kreditbanken Unternehmensinvestitionen finanzierten (siehe Kölner Bankwesen). Sie reiften zu Groß- oder Regionalbanken heran. Erst im Jahr 1908 wurde den Sparkassen die passive Scheckfähigkeit zugebilligt, was ihnen den Einstieg in den Zahlungsverkehr ermöglichte.

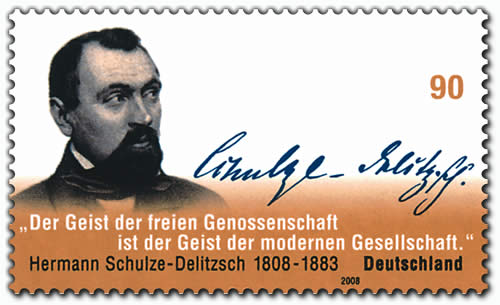
Hermann Schulze-Delitzsch gründete das erste genossenschaftliche Kreditinstitut

Genossenschaftsbanken entstanden im Rahmen der Genossenschaftsbewegung ab der Mitte des 19. Jahrhunderts. Sie war eine Reaktion auf im frühen Kapitalismus auftauchende Probleme für kleinere und mittelständische Unternehmen und Kaufleute. Mit ihren Grundsätzen der Selbsthilfe, Eigenverantwortung und Selbstverwaltung versuchten Genossenschaften im Wettbewerb zu bestehen oder ihm neue Impulse zu verleihen. Unabhängig voneinander entstanden in Deutschland die ersten Kreditgenossenschaften: Hermann Schulze-Delitzsch schuf 1850 in Delitzsch einen „Vorschussverein“, Friedrich Wilhelm Raiffeisen gründete 1864 in Heddesdorf den Heddesdorfer Darlehnskassen-Verein. In der Folge bildeten sich Volksbanken vorwiegend in Städten aus und Raiffeisenbanken verbreiteten sich in ländlichen Gebieten. Von den Letzteren befassten sich viele neben dem Bankgeschäft auch mit Warengeschäften.
Der deutsche Rechtsbegriff Kreditinstitut ist auf eine Verordnung vom 5. August 1931 zurückzuführen, die Eingang in das „Reichsgesetz über das Kreditwesen“ vom Dezember 1934 fand, das bis zum 31. Dezember 1961 galt. Es war eine Reaktion auf die nach der Weltwirtschaftskrise des Jahres 1929 auftretende deutschen Bankenkrise im Jahr 1931. Als mit Wirkung vom 1. Januar 1962 ein neues Kreditwesengesetz (KWG) in Kraft trat, gab es in § 1 KWG für Kreditinstitute eine weite Legaldefinition. Hiernach gilt unwiderlegbar jedes Unternehmen, das mindestens eines der im Katalog des § 1 Abs. 1 KWG genannten Bankgeschäfte betreibt, als Kreditinstitut. Über den Aspekt des Anleger- und Gläubigerschutzes hinaus soll es für die gesamtwirtschaftliche Funktionsfähigkeit des Kreditgewerbes sorgen. Zeitgleich mit der Gesetzesneufassung entstand eine zentrale Aufsichtsbehörde im Bankwesen auf Bundesebene, das Bundesaufsichtsamt für das Kreditwesen. Durch Erweiterungen ihres Aufgabenbereiches ist die Behörde zur Bundesanstalt für Finanzdienstleistungsaufsicht umgestaltet worden. Der bestimmte Rechtsbegriff des Kreditinstituts wird seitdem bankenaufsichtsrechtlich formal neutral und generalisierend benutzt, da „Bank“, „Sparkasse“ oder „Genossenschaftsbank“ bereits spezielle Ausprägungen von Kreditinstituten darstellen.

## Rechtsfragen
Kreditinstitute ist ein Rechtsbegriff aus § 1 Abs. 1 KWG, der Unternehmen beschreibt, die Bankgeschäfte gewerbsmäßig oder in einem Umfang betreiben, der einen in kaufmännischer Weise eingerichteten Geschäftsbetrieb erfordert. Was Bankgeschäfte sind, wird abschließend in § 1 Abs. 1 Satz 2 KWG aufgezählt, so dass hierin nicht aufgeführte Geschäfte kein Bankgeschäft darstellen. Zu den Bankgeschäften gehören insbesondere das Einlagengeschäft, Kreditgeschäft, Wertpapierdepotgeschäft und die Übernahme von Emissionen. Wird auch nur eines dieser zwölf Bankgeschäfte betrieben, wird unwiderlegbar vermutet, dass es sich um ein Kreditinstitut handelt. Kreditinstitute und Finanzdienstleistungsinstitute fallen unter den Oberbegriff des Instituts (§ 1 Abs. 1b KWG).
Die Tätigkeit eines Kreditinstituts erfordert nach § 32 Abs. 1 KWG eine Banklizenz durch die Bundesanstalt für Finanzdienstleistungsaufsicht (BaFin), die nach § 6 Abs. 1 KWG auch die laufende Bankenaufsicht über die Institute ausübt. Außer dem Einzelkaufmann sind für Kreditinstitute alle Rechtsformen erlaubt (§ 2b KWG). Die Verwendung des Rechtsbegriffs Kreditinstitute in anderen Gesetzen führt zur Einhaltung einer Vielzahl von Spezialgesetzen wie Bankbilanzierung (§ 340 ff. HGB, § 1 RechKredV), Geltung des WpHG (§ 3 Abs. 10 WpHG als Wertpapierdienstleistungsunternehmen), Bausparkassen sind Kreditinstitute (§ 1 BausparkG).
Auch „Kreditinstitutsgruppe“ ist bankrechtlich vorgegeben. Darunter versteht der Gesetzgeber in § 10a KWG die Gesamtheit aller bei der Berechnung des haftenden Eigenkapitals einzubeziehenden Kreditinstitute und meint damit das Konglomerat eines übergeordneten Kreditinstituts mit seinen nachgeordneten Unternehmen. In § 13b KWG spielt die Kreditinstitutsgruppe in den Großkreditbestimmungen eine Rolle.
CRR-Kreditinstitute sind Unternehmen, deren Tätigkeit darin besteht, Einlagen oder andere rückzahlbare Gelder des Publikums entgegenzunehmen und Kredite für eigene Rechnung zu gewähren (Art. 4 Abs. 1 Nr. 1 Kapitaladäquanzverordnung). Auf diese CRR-Kreditinstitute beschränkt sich die Zuständigkeit der EZB (Art. 4 Abs. 1a SSM-VO). Die EZB ist gemäß Art. 4 Abs. 1d SSM-VO für die Gewährleistung der Einhaltung der Aufsichtsanforderungen bezüglich der Liquidität, Einhaltung der Vorschriften zur Beschränkung von Großkrediten und Eigenmittelanforderungen (Art. 4 Abs. 1e SSM-VO) bei CRR-Kreditinstituten zuständig, da Art. 2 Nr. 3 SSM-VO für den Begriff Kreditinstitut auf Art. 4 Abs. 1 Nr. 1 Kapitaladäquanzverordnung (CRR) verweist. Die direkte Aufsicht der EZB konzentriert sich zudem auf jene Kreditinstitute, die vom Europäischen Stabilitätsmechanismus (ESM) oder von der Europäischen Finanzstabilisierungsfazilität (EFSF) direkte Unterstützung beantragen oder erhalten. Der Anwendungsbereich des Kreditinstitutsbegriffs im KWG geht weit über das in allen EU-Mitgliedstaaten geltende Bankrecht hinaus, das nur Unternehmen, die Einlagen entgegennehmen und Kredite gewähren, als CRR-Kreditinstitute bezeichnet (§ 1 Abs. 3d KWG). Der Begriff Kreditinstitut nach § 1 Abs. 1 KWG ist mithin nicht deckungsgleich mit dem in den EU-Mitgliedstaaten geltenden Begriff des CRR-Kreditinstituts, der in das deutsche Recht Eingang gefunden hat (§ 1 Abs. 3d Satz 1 KWG). Diese Inkongruenz relativiert sich allerdings in Deutschland dadurch, dass Kreditinstitute mit Volllizenz CRR-Kreditinstitute sind.
Bereits bei Unternehmensgründungen muss das im KWG verankerte Vier-Augen-Prinzip eingehalten werden, so dass mindestens zwei gesetzliche Vertreter benannt sein müssen.
Nach § 248 Abs. 2 BGB dürfen Kreditinstitute Zinsen von kapitalisierten Zinsen (Zinseszins) berechnen. Das betrifft im Einlagengeschäft die Habenzinsen (etwa beim Sparbuch) und im Kreditgeschäft die Sollzinsen. Anderen Wirtschaftssubjekten (außer beim Kontokorrent unter Kaufleuten) ist dies verboten.

## Bankenmarkt
Handelsobjekte auf dem Bankenmarkt sind die von Kreditinstituten angebotenen oder vermittelten Finanzprodukte und Finanzinstrumente. Kreditinstitute sind auf allen Teilmärkten der Finanzmärkte tätig:
| Teilmarkt    | Angebot        | Nachfrage        | Produktgruppe    | Preis         |
| ------------ | -------------- | ---------------- | ---------------- | ------------- |
| Devisenmarkt | Devisenangebot | Devisennachfrage | Devisen          | Devisenkurse  |
| Geldmarkt    | Geldangebot    | Geldnachfrage    | Geldmarktpapiere | Geldmarktzins |
| Kapitalmarkt | Kapitalangebot | Kapitalnachfrage | Effekten         | Börsenkurse   |
| Kreditmarkt  | Kreditangebot  | Kreditnachfrage  | Kredite          | Kreditzins    |

Ein spezifischer, mit hohem Organisationsgrad versehener Teilmarkt des Kapitalmarkts ist die Wertpapierbörse, an die Kreditinstitute die Wertpapierorders ihrer Kunden weiterleiten. Diese Vermittlerrolle der Kreditinstitute – die es auch bei anderen Bankgeschäften gibt – hat zu der Bezeichnung Finanzintermediäre geführt.

## Arten
Je nach Betriebszweck werden folgende Arten unterschieden:
| Institutstyp                       | Betriebszweck                                  | Arten |
| ---------------------------------- | ---------------------------------------------- | --- |
| Universalbanken                    | alle Bankgeschäfte mit allen Kundengruppen     | Banken (Großbanken, Privatbanken, Landesbanken), Sparkassen, Genossenschaftsbanken                              |
| Spezialbanken                      | wenige Bankgeschäfte mit wenigen Kundengruppen | AKA Ausfuhrkredit, Autobanken, Bausparkassen, Förderbanken, Hypothekenbanken, Konzernbanken, Teilzahlungsbanken |
| Kreditinstitute mit Sonderaufgaben | Agrarkredite Finanzielle Fördermittel          | Landwirtschaftliche Rentenbank Kreditanstalt für Wiederaufbau                                                   |

Umgangssprachlich wird allgemein von Banken gesprochen, obwohl diese jedoch lediglich eine Unterart des Oberbegriffs Kreditinstitute sind. Banken und Sparkassen werden einander gegenübergestellt und unter dem Oberbegriff Kreditinstitute zusammengefasst. Im Eurosystem werden die Kreditinstitute den monetären Finanzinstituten zugeordnet.
Keine Kreditinstitute sind nach § 2 KWG unter anderem die Deutsche Bundesbank, Sozialversicherungsträger einschließlich der Bundesagentur für Arbeit, Schuldenverwaltungen des Bundes und der Länder, Versicherer, Investmentgesellschaften und Pfandleiher. Abweichend von § 2 KWG werden KfW und Bausparkassen in die Volkswirtschaftliche Gesamtrechnung einbezogen, bei der Ermittlung der Geldmenge die Deutsche Bundesbank, Bausparkassen und Geldmarktfonds.
Je nach der Art des Gesellschafters wird unterschieden zwischen öffentlich-rechtlichen und privatrechtlichen Kreditinstituten, wobei der Anteil öffentlich-rechtlicher Institute im deutschen Bankwesen besonders hoch ist.
Zentralbanken
Zentralbanken nehmen als Notenbank besondere staatliche Aufgaben wahr, so dass sie formal meist nicht zu den Kreditinstituten gerechnet werden (vgl. § 2 Abs. 1 Nr. 1 KWG). Für sie gelten besondere gesetzliche Regelungen, die ihre spezielle Rolle definieren. Sie haben das alleinige Recht zur Ausgabe von Banknoten. Oftmals betätigt sich eine Zentralbank als „Bank der Banken“, d. h. ihr Hauptkundenkreis sind Kreditinstitute, damit sie über die Kreditinstitute ihre Währungs- und Geldpolitik betreiben kann; zudem ist sie Hausbank des Staates, der über sie seine Bankgeschäfte betreibt. Unternehmen und Privatpersonen werden zur Abwicklung ihrer Kreditgeschäfte an die Geschäftsbanken (Banken, Sparkassen, Genossenschaftsbanken) verwiesen. In Deutschland nimmt § 2 KWG die Deutsche Bundesbank von der Geltung dieses Gesetzes aus. Die Deutsche Bundesbank ist eine bundesunmittelbare juristische Person des öffentlichen Rechts (§ 2 BBkG).
In Europa haben verschiedene Staaten im Zusammenhang mit der Schaffung der Gemeinschaftswährung Euro bestimmte von einer Zentralbank wahrgenommenen Aufgaben auf die Europäische Zentralbank übertragen. Sie ist – wie alle nationalen Zentralbanken – integraler Bestandteil des Eurosystems.
Universalbanken
Als Universalbanken, auch Geschäftsbanken genannt, werden Kreditinstitute bezeichnet, die alle Arten von Bankgeschäften betreiben und diese allen Kundengruppen anbieten.
Banken
Zur Gruppe der Banken zählen Großbanken, Regionalbanken, Niederlassungen von Auslandsbanken und Privatbanken. Sie bilden nach dem Sprachgebrauch der Deutschen Bundesbank in ihrer Gesamtheit das Aggregat der Kreditbanken.
Sparkassen und Landesbanken
Hierzu gehören die öffentlich-rechtlichen und die freien Sparkassen, die DekaBank Deutsche Girozentrale und alle Landesbanken.
Genossenschaftsbanken
Die genossenschaftlich aufgebauten Kreditinstitute sind in Deutschland oft an Bezeichnungen wie Volksbank, Spar- und Darlehenskasse, Sparda-Bank, PSD-Bank oder Raiffeisenbank erkennbar. Diesem Sektor wird auch die DZ Bank zugerechnet.
Kreditinstitute mit Sonderaufgaben
Diese Banken sind für bestimmte Zwecke gegründet worden. Zu den bekannteren dieser Art gehören in Deutschland die AKA Ausfuhrkredit und die Landwirtschaftliche Rentenbank. Die Landesförderinstitute sind ebenfalls hier zu nennen. Die Kreditanstalt für Wiederaufbau wird in der Bankenstatistik dieser Kategorie zugerechnet, doch gilt für sie das KWG nur bedingt.
Weitere Kreditinstitute
Mit Sitz im Ausland fallen supranationale Kreditinstitute, zum Beispiel die Bank für Internationalen Zahlungsausgleich, die Europäische Investitionsbank und der Internationale Währungsfonds in diese Rubrik. Hinzu kommen internationale Entwicklungsbanken, etwa die Europäische Bank für Wiederaufbau und Entwicklung.
Investmentbanken haben sich besonders im angelsächsischen Raum entwickelt. In Deutschland hat der Trend zum Universalkreditinstitut mit allen Arten von Bankgeschäften einer Spezialisierung von Geldinstituten in diesem Marktsegment wenig Chancen eröffnet.

## International
Österreich und  Schweiz
In Österreich und der Schweiz kennt man ebenfalls das deutsche Universalbanksystem und den verallgemeinernden Begriff Kreditinstitut.
 Frankreich
In Frankreich hat 1944 der Conseil national de la Résistance ein Trennbankensystem eingeführt, das 1984 beendet wurde.
Angelsächsische Länder
In den angelsächsischen Ländern ist allgemein von „banks“ oder „savings banks“ die Rede, weil die verschiedenen Varianten der deutschen Kreditinstitute innerhalb des Drei-Säulen-Modells weitgehend unbekannt sind. Als Gesetzesbegriff wird im angelsächsischen Bereich „credit institution“ verwendet. Danach handelt es sich um Unternehmen, die Einlagen oder andere Gelder vom Publikum annehmen und Kredite auf eigene Rechnung gewähren.
 Vereinigte Staaten
In den USA galt von 1933 bis 1999 das Trennbankensystem, das zwischen Investmentbanken (englisch investment banks) und Geschäftsbanken (englisch commercial banks) unterschied. Die Annäherung an das deutsche Bankensystem erfolgte beim amerikanischen Bankensystem dank einer weitgehenden Aufhebung der Trennbankenvorschrift durch den Gramm-Leach-Bliley Act vom November 1999 sowie dadurch, dass alle großen Investmentbanken im Rahmen der Finanzkrise ab 2007 entweder von Universalbanken übernommen wurden oder aber ihren Status zu einer Universalbank änderten.

## Wirtschaftliche Aspekte
Kreditinstitute sind das wesentliche Erkenntnisobjekt der Bankbetriebslehre, der gesamte Bankensektor wird in der Mikroökonomie untersucht. Ergebnis ihrer „Produktion“ sind Finanzprodukte und Finanzinstrumente, die durch Kombination klassischer Produktionsfaktoren und dem externen Produktionsfaktor zustande kommen, erst zum Zeitpunkt ihrer Nachfrage produziert werden und nicht lagerfähig sind.
Kreditinstitute werden aus Sicht der Zentralbank als Geschäftsbanken bezeichnet, welche aufgrund ihres Geschäftsmodells Giralgeldschöpfung betreiben können und dadurch die Geldmenge auf dem Geldmarkt erhöhen. Diese Giralgeldschöpfung kann bis zu der im Geldschöpfungsmultiplikator vorgesehenen Grenze ausgedehnt werden. Die Geldpolitik der Zentralbanken kann die Giralgeldschöpfung der Geschäftsbanken beeinflussen.
Als Finanzintermediäre übernehmen Kreditinstitute die Funktionen der Fristentransformation, Risikotransformation und Losgrößentransformation. Bei der Fristentransformation sorgen sie für den Ausgleich unterschiedlicher Laufzeitinteressen, indem sie beispielsweise den Bodensatz täglich fälliger kurzfristiger Sichteinlagen als langfristige Kredite ausleihen (dürfen). Risikotransformation ist der Ausgleich unterschiedlicher Risikobereitschaften innerhalb der Kundschaft, während bei der Losgrößentransformation viele kleine Geldbeträge des Einlagengeschäfts zu größeren Kreditbeträgen im Kreditgeschäft und umgekehrt zusammengefasst werden.
Bankbilanzierung, Bankkostenrechnung und Bankkalkulation der Kreditinstitute sind erst relativ spät entwickelt worden und weichen von denen der Nichtbanken erheblich ab. Dabei ist zu berücksichtigen, dass die Bankbilanzierung durch RechKredV (Februar 1992) und HGB (Mai 2009) vorgegeben werden, während sich die Bankkostenrechnung als „Unkostenkalkulation“ erst ab 1920 entwickelte und sich 1934 zur Geschäftsspartenkalkulation weiterentwickelte, bis 1955 eine umfassende Bankkalkulation auf der Grundlage von Stefan Kaminskys Buch entstand.
Im Hinblick auf die Unternehmensziele sind die meisten Kreditinstitute erwerbswirtschaftlich orientiert. Sie betreiben Gewinnmaximierung und zielen auf einen hohen Shareholder Value ab. Insbesondere die öffentlich-rechtlich organisierten Institute wie Sparkassen orientieren sich am Leitbild der Gemeinnützigkeit. Sie sind gehalten, erwirtschaftete Gewinne aus ihrer Geschäftstätigkeit, die nach der notwendigen Verstärkung ihrer Eigenmittel verbleiben, zur Unterstützung verschiedener gemeinnütziger oder sozialer Zwecke zu verwenden. Bei den Genossenschaften wiederum steht die Förderung der Interessen ihrer Mitglieder im Mittelpunkt der Zielhierarchie.
Einerseits sind Kreditinstitute stark von einer Disintermediation betroffen, andererseits versuchten sie die Wertschöpfungskette durch Bestrebungen zum Allfinanzkonzern zu komplettieren.